# Кульбейкин, Михаил Павлович
Михаил Павлович Кульбейкин (1906-2000) — советский государственный деятель, первый заместитель министра лесной и бумажной промышленности СССР, министр лесной и бумажной промышленности Украинской ССР. Депутат Верховного Совета Украинской ССР 3-го созыва, секретарь Хабаровского Крайкома ВКП(б) по промышленности.

## Биография
Русский. Родился в семье рабочего лесопильного завода. Трудовую деятельность начал в 1920 году рабочим-ремонтником на Московско-Казанской железной дороге, до 1928 года работал на лесопильных заводах Ульяновской области.
Член ВКП (б) с 1928 года.
1928—1930 гг. служил в РККА.
В 1930—1936 годах — студент Ленинградской лесотехнической академии имени Кирова.
1936—1937 гг. — Заместитель начальника Пермиловского лесозавода Севтранслеса Архангельской области
1938—1941 гг. — на ответственной работе в лесной промышленности: начальником лесного Треста («Дальтранслес») в Хабаровском крае РСФСР.
1941—1943 гг. — секретарь Хабаровского краевого комитета ВКП(б) по лесной, местной промышленности и промышленности строительных материалов.
В сентябре 1943 — июле 1944 года — инструктор Управления кадров ЦК ВКП(б) в Москве.
В 1944 году назначен заместителем председателя исполнительного комитета Каменец-Подольского областного совета депутатов трудящихся.
В 1949—1950 годах — председатель исполнительного комитета Каменец-Подольского областного совета депутатов трудящихся.
1950—1953 г. — министр лесной и бумажной промышленности Украинской ССР.
1953—1956 г. — заместитель министра лесной и бумажной промышленности СССР.
С 1957 года — на ответственной работе в Министерстве лесной и бумажной промышленности СССР.
Позже — на пенсии в Москве. Персональный пенсионер союзного значения.
Автор книги «Наше знакомство с лесной промышленностью Швеции» — Москва ; Ленинград : Гослесбумиздат, 1956